# تقطير استخلاصي
تقطير استخلاصي في الكيمياء (بالإنجليزية: Extractive distillation) هو عملية تقطير في وجود مذيب مكون من مركبات ممتزجة ذات نقطة غليان عالية قليلة التطايرية، ولا يشكل المذيب سائلا أزيوتروبي مع أي من المكونات الأخرى للمخلوط. وتستخدم طريقة التقطير الاستخلاصي مع المخلوطات ذات تطايرية نسبية منخفضة قريبة من 1. ولا يمكن فصل تلك المخلوطات بطرق التقطير العادية حيث أن تطايرية كل من السائلين المكونان المخلوط متقاربة، مما يجعل السائلين يتبخران بنفس المعدل فيصعب فصلهما.
وتستخدم طريقة التقطير الستخلاصي مذيب فصل، وهو يكون في العادة غير طيار وله نقطة غليان وقابل للامتزاج مع المخلوط، لكنه لا يكوّن معه أزيوتروب ) مخلوط أزيوتروبي). ويتفاعل المذيب بطريقتين مختلفتين مع مكونات المخلوط ويغير من تطايريتها النسبية. بذلك يمكن فصل الثلاثة مكونات بطريقة التقطير المعتادة. وينفصل السائل ذو تطايرية عالية في أعلى المكثف، بينما يتكون في القاع مخلوطا من المذيب والسائل الثاني. بعد ذلك يتم فصل المذيب عن السائل الثاني بأي طريقة من الطرق المعروفة.
ومن المهم اختيار المذيب الذي يساعد على أداء عملية الاستخلاص. فلا بد للمذيب أن يغير التطايرية النسبية بقدر كبير لتسهيل عملية الفصل. ويدخل هنا في الاعتبار كمية المذيب الازمة،وتمنها، وسهولة الحصول عليها. كما لابد وأن يسهل استخلاص المذيب بعد ذلك من السائل الثاني، وأن لا يتفاعل مع مكونات المخلوط، ولا يعمل على تآكل الجهاز. ومن الأمثلة الشائعة، مثال فصل المخلوط الأزيوتروبي المكون من البنزين و سيكلوهيكسين، حيث يقوم أنيلين بمقام المذيب المناسب.

## مخلوط البنزين والسيكلوهكسين
هذا المخلوط يكون مخلوطا إزيوتروبي. وبإضافة كمية تعادل نسبة 40 مول مئوي من مادة N-Methyl-2-pyrrolidon تنكسر أزيوتروبية المخلوط، ويصبح فصل مكوناته ممكنا.

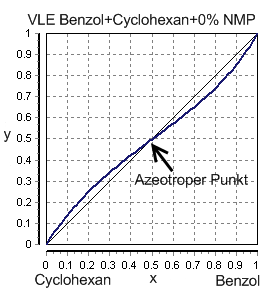
Benzol/Cyclohexan بدون مذيب
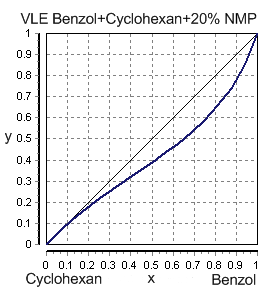
Benzol/Cyclohexan + نسبة 20 % من المذيب NMP
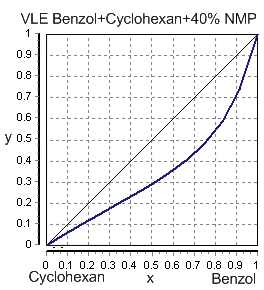
Benzol/Cyclohexan + نسبة 40 % من المذيب NMP

## اقرأ أيضا
- تقطير جزئي
- تقطير النفط
- تقطير إتلافي
- تقطير جاف
- معادلة فينسك
- طبق نظري